# Daniel Willaschek
Daniel Willaschek (* 1. Januar 1980 in Opava, Tschechoslowakei) ist ein deutsch-tschechischer Eishockeyspieler, der seit 2013 beim 1. EV Weiden in der Eishockey-Oberliga spielt.

## Karriere
Willaschek durchlief seine Nachwuchszeit für Mannschaften seines Geburtsortes Opava, bevor er 1997 für zwei Jahre zum HC Vítkovice wechselte. Dort spielte er zunächst für die Junioren, ehe er für das Profiteam in der Extraliga aufs Eis ging. 1999 kehrte Willaschek nach Opava zurück und spielte dort in der zweithöchsten tschechischen Liga. Nach einer Saison beim SK Kadaň kam er anschließend nach Deutschland, um in den nächsten drei Jahren für den EHC Freiburg aufzulaufen.
Nach einem Jahr bei den Moskitos Essen verpflichtete der ETC Crimmitschau den 28-Jährigen, für den er bis zum Ende der Saison 2009/10 spielte. In seiner Zeit in Crimmitschau absolvierte er 139 Spiele in der 2. Eishockey-Bundesliga. Für die Spielzeit 2010/11 unterschrieb Willaschek einen Vertrag beim Ligakonkurrenten REV Bremerhaven.

## Karrierestatistik
(Legende zur Spielerstatistik: Sp oder GP = absolvierte Spiele; T oder G = erzielte Tore; V oder A = erzielte Assists; Pkt oder Pts = erzielte Scorerpunkte; SM oder PIM = erhaltene Strafminuten; +/− = Plus/Minus-Bilanz; PP = erzielte Überzahltore; SH = erzielte Unterzahltore; GW = erzielte Siegtore; 1 Play-downs/Relegation; Kursiv: Statistik nicht vollständig)